# بيدرو مارتينيز (لاعب كرة قاعدة)
بيدرو مارتينيز (بالإنجليزية: Pedro Martínez)‏ هو لاعب كرة قاعدة دومينيكاوي، ولد في 29 نوفمبر 1968 في Villa Mella ‏ في جمهورية الدومينيكان.

## وصلات خارجية
- بيدرو مارتينيز على موقعبيزبول رفرنس.كوم (الدوري الرئيسي) (الإنجليزية)